# SpatiaLite
SpatiaLite је геопросторна екстензија SQLite -у, која омогућава функционалност векторске геобазе. Слична је PostGIS-у, Oracle Spatial, и SQL Серверу са геопросторним додацима, иако SQLite/SpatiaLite нису базирани на клијен-сервер архитектури: они усвајају једноставније своје архитектуре тј. цијели SQL механизам је директно уграђен унутар саме апликације: цијела база податакаје уобичајени фајл који може бити слободно копиран (такође и обрисаноr) и премјештен на рачунар без обзира на оперативни систем.
SpatiaLite проширује SQLite -ову могућност да подржава OGC-ову SFS спецификацију. Није неопходно користити SpatiaLite за управљање геопросторним подацима у SQLite-у, који има сопствену изведбу Р-стабло индекса и типова геометрије, али је за коришћење напредних геопросторних претрага и подршке за различите пројекције неопходно коришћење SpatiaLite-a.

## Софтвер који подржава Spatialite
- Квантум ГИС, сопствена подршка од Верзије 1.4
- FME

## Софтверске библиотеке
- Mapnik - као дио SQLite покретачког програма
- GDAL - као саставни дио OGR пројекта